# Hugo Monden
Hugo Monden (* 13. September 1936 in Antwerpen, Belgien; verstorben am 18. Januar 2022) war ein belgischer Pianist der Gegenwart.

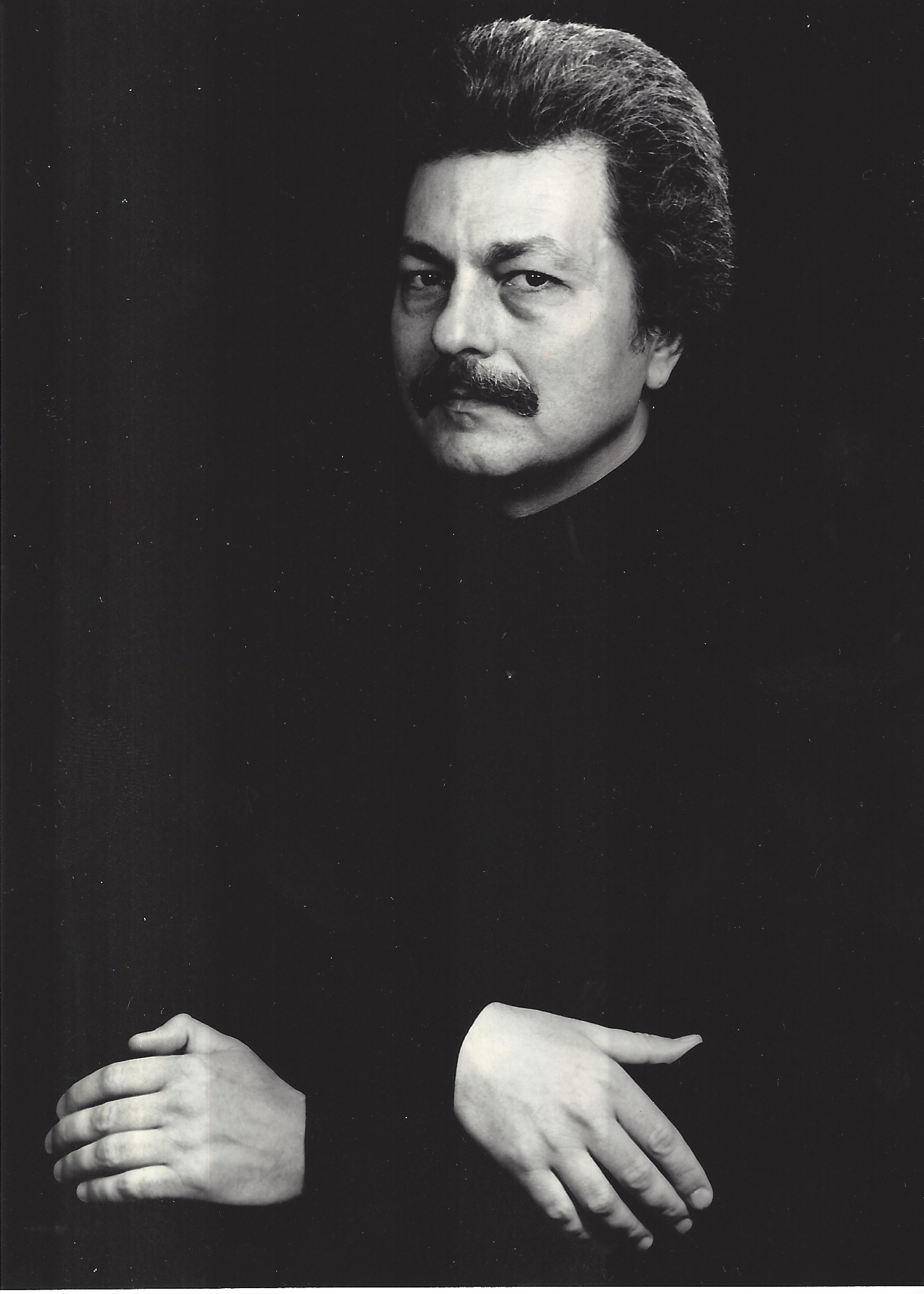
Hugo Monden

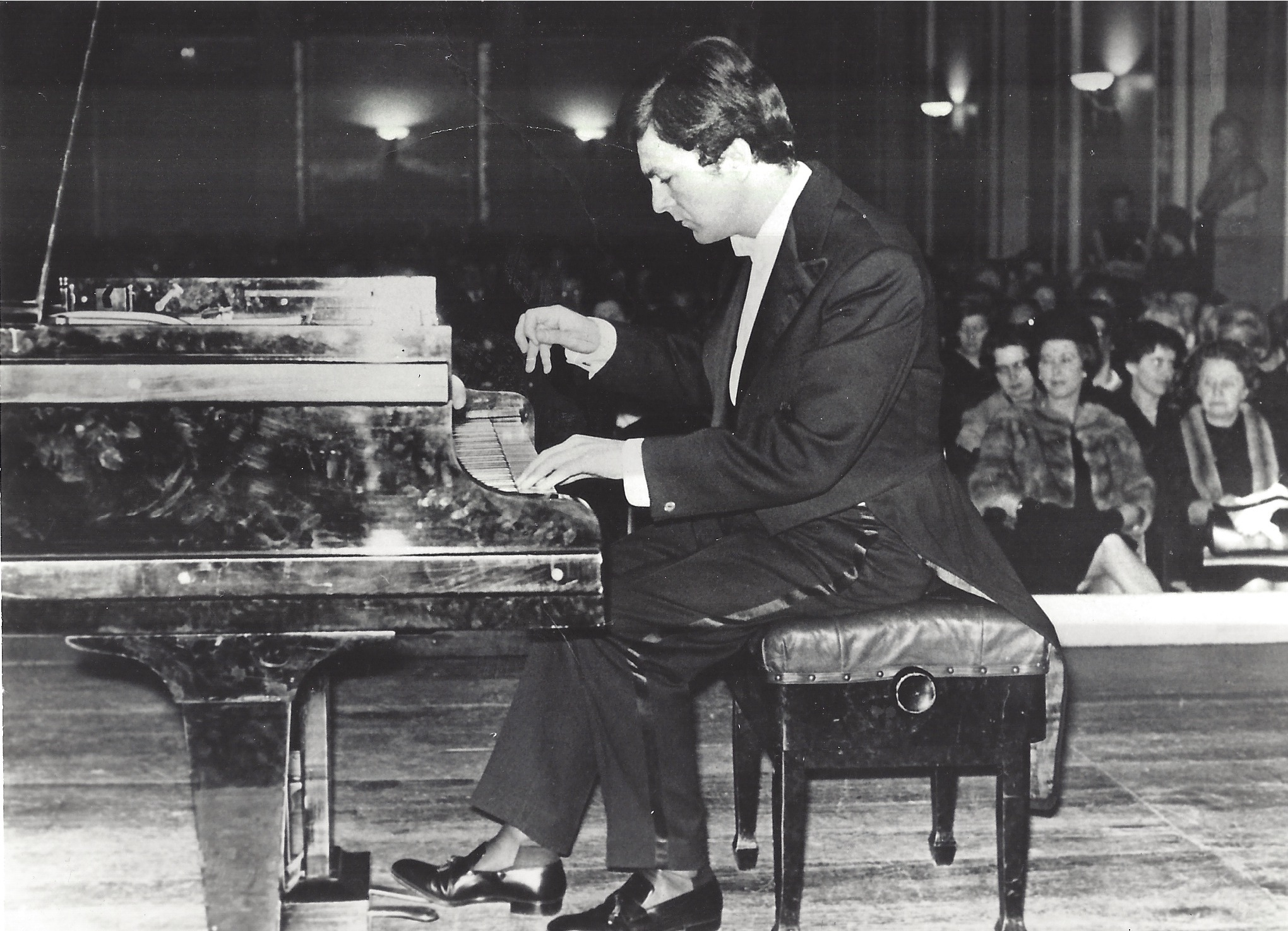
Hugo Monden Konzerteinblick (Wiener Musikverein)

## Leben und künstlerische Ausbildung
In Antwerpen geboren, studierte Hugo Monden dort an der Königlich-Flämischen Musikhochschule (Artesis Hogeschool Antwerpen). Er beendete dieses Studium mit der Auszeichnung Lauréat der Klavierklasse von Professor Lode Rosquin. Beim spanischen Konzertpianisten Eduardo del Pueyo in Brüssel absolvierte Hugo Monden ein fünfjähriges Privatstudium. Außerdem studierte er Cembalo in Paris bei Robert Veyron-Lacroix. Seine Ausbildung beendete der Pianist mit einem dreijährigen Studium bei Professor Winfried Wolf am Salzburger Mozarteum. 1967 war er Preisträger der Internationalen Sommerakademie Mozarteum Salzburg.
Hugo Monden gab zahlreiche Piano-Recitals in ganz Europa, unter anderem an der Berliner Philharmonie, im Wiener Musikverein, am Salzburger Mozarteum, im Barbican Centre, London und im Palais des Beaux-Arts de Bruxelles. Seine Konzerte wurden von verschiedenen Rundfunkgesellschaften übertragen. Sein Repertoire umfasste vor allem französische und spanische Klaviermusik aus dem 19. und 20. Jahrhundert, im Besonderen das Gesamtwerk von Claude Debussy, Enrique Granados y Campiña, Manuel de Falla und Isaac Albéniz.
Der früher in Antwerpen ansässige Künstler wohnte später mehrere Jahre in Trier. Sein letzter Wohnsitz war Koblenz.

## Aufnahmen
Am 1. Februar 1999 erschien seine Audio-CD Goyescas, bei der er Stücke von Enrique Granados y Campiña einspielte.